# إسبك أوبس: ذا لاين
إسبك أوبس : ذا لاين (بالإنجليزية: Spec Ops: The Line) وهي لعبة فيديو من نوع تصويب منظور الشخص الثالث، طوّرها الأستوديو الألماني ياغر لتطوير ألعاب الفيديو وقام بنشرها تو كي جيمز. أنتجت اللعبة في شهر يونيو عام 2012 ، وتعمل لأنظمة بلاي ستيشن 3 وإكس بوكس 360 ومايكروسوفت ويندوز، صدرت في الولايات المتحدة في يوم 26 يونيو وفي أوروبا والشرق الأوسط في يوم 29 يونيو. كذلك هي الإصدار العاشر لسلسلة «اسبك أوبس».
في اللعبة ، يمكن للاعبين الاختباء خلف أغطية الحماية و الأتراس، وإطلاق النار على الأعداء أثناء استخدام مجموعة متنوعة من أسلحة الحرب. يوجد في اللعبة وضع متعدد اللاعبين عبر الإنترنت ، تم تطويره بشكل منفصل بواسطة Darkside Game Studios ، مما يسمح للاعبين بالمشاركة في كل من اللعب التعاوني والتنافسي. يتحكم اللاعب في الكابتن مارتن ووكر ، الذي يتم إرساله إلى دبي بعد كارثة مع فريق من نخبة دلتا فورس في مهمة إعادة المدينة المرتزقة. مع تقدم اللعبة ، يبدأ ووكر في شعور بالهلوسة ويدرك ببطء رعب الحرب و نتائجها.
بدأت ياغر بتطوير اللعبة منذ عام 2007 ، وهي مستوحاة في إطار الإعداد والقصة من مختلف الوسائط ، بما في ذلك رواية قلب الظلام و فيلم القيامة الآن و قصة برج بابل أيضًا مصدر إلهام للعبة. عانت اللعبة من العديد من التأخير ، وذلك لأستخدم فريق التطوير تحسينات على القصة وزيادة سرعة اللعب. الموسيقى التصويرية للعبة عبارة عن مزيج من الموسيقى المرخصة والموسيقى الأصلية من تأليف ايليا كميرال.
أعطى النقاد ألعاب الفيديو لهذه اللعبة بشكل عام مراجعات إيجابية. ركز الثناء على السرد وموضوعاته ، بينما كان النقد موجهًا إلى وضع اللاعبين المتعددين عبر الإنترنت ومنظور الشخص الثالث عامتاً. لاقت اللعبة إخفاقًا تجاريًا ولم تحظى بالاهتمام الذي كان يأمله موزعون شركة تيك - تو إنترأكتيف ، لكنه مُنِحت ورُشحت للعديد من جوائز نهاية العام. أعلن شركة ياغرأنه لن يكون هناك تكملة للعبة. تم حظر اللعبة في الإمارات العربية المتحدة لتصويرها لدبي في حالة دمار.

## قصة
تعرضت مدينة دبي الإماراتية لجو من الغبار القاتل وتسبب في موت الالاف ، فيقوم القوات الخاصة الأمريكية بالبحث عن ماتبقوا من الأحياء ، والبحث عن زعيم المرتزقة الأمريكيين القابعين في برج افتراضي.

## وصلات خارجية
- إسبك أوبس: ذا لاين على موقع IMDb (الإنجليزية)

- Official site
- Developer site